# Tandpaddor
Tandpaddor (Leptodactylidae) räknas som den artrikaste familjen i ordningen stjärtlösa groddjur men familjen är troligtvis parafyletisk. De förekommer i Syd- och Centralamerika samt på de karibiska öarna (Antillerna) och med några få arter även i södra USA i delstaterna Arizona och Texas. Idag delas familjen i fem underfamiljer med tillsammans 49 släkten och cirka 1 100 arter.

## Ekologi
Beroende på art hittas medlemmar i låglandet och i bergstrakter ovanför trädgränsen. Det finns arter som lever vid vattenansamlingar, arter som gräver i jorden och arter som lever i träd. Namndelen paddor kan vara missvisande. Några medlemmar liknar grodor i utseende. Inom familjen finns arter med en stor skiva på tårna. En av familjens arter lever i Titicacasjön i Anderna. Den har en hud som är betydlig större än kroppen för att motta syre.

## Taxonomi
Enligt Amphibian Species of the World delas familjen i tre underfamiljer:
- Leiuperinae
  - Edalorhina, 2 arter.
  - Engystomops, 9 arter.
  - Physalaemus, 46 arter.
  - Pleurodema, 15 arter.
  - Pseudopaludicola, 18 arter.
- Leptodactylinae
  - Adenomera, 18 arter.
  - Hydrolaetare, 3 arter.
  - Leptodactylus, 74 arter.
  - Lithodytes, 1 art.
- Paratelmatobiinae
  - Crossodactylodes, 5 arter.
  - Paratelmatobius, 6 arter.
  - Rupirana, 1 art.
  - Scythrophrys, 1 art.